# Justine Siegemundin
Justine Siegemundin, född Dietrich 26 december 1636 i Rohnstock, död 10 november 1705 i Berlin, var en tysk barnmorska och författare. Hon var hovbarnmorska vid hovet i Berlin och utgav Den Kur-Brandenburska Hofbarnmorskan – en högst nödig undervisning om svåra förlossningar och oriktigt liggande foster, framställda uti ett samtal (1690), den första läroboken för barnmorskor på tyska.

## Biografi
Siegemundins intresse för kvinnors hälsa började när hon i 20-årsåldern drabbades av ett feldiagnostiserat livmoderframfall. Hon utbildade sig till barnmorska och hjälpte fattiga kvinnor att föda utan att ta betalt i mer än tio år. När ryktet om hennes kunskaper spred sig anlitades hon också av adliga och kungliga familjer.
På den tiden byggde barnmorskeyrket  huvudsakligen på muntliga traditioner utan standardiserade metoder och medicinska texter skrevs av män. I sin bok beskrev hon med hjälp av detaljerade anatomiska teckningar olika komplikationer under en födsel och hur de kunde lösas. Hennes metoder kritiserades i början av manliga läkare men efterhand fick hon brett stöd av läkarvetenskapen.
Siegemundin assisterade vid mer än 6 000 förlossningar. Hon 
var gift men fick inga egna barn.

## Utmärkelser
Den 28 mars 2023 hedrades Siegemundin och hennes värv av Google med en så kallad doodle.